# Shinkō Shōji

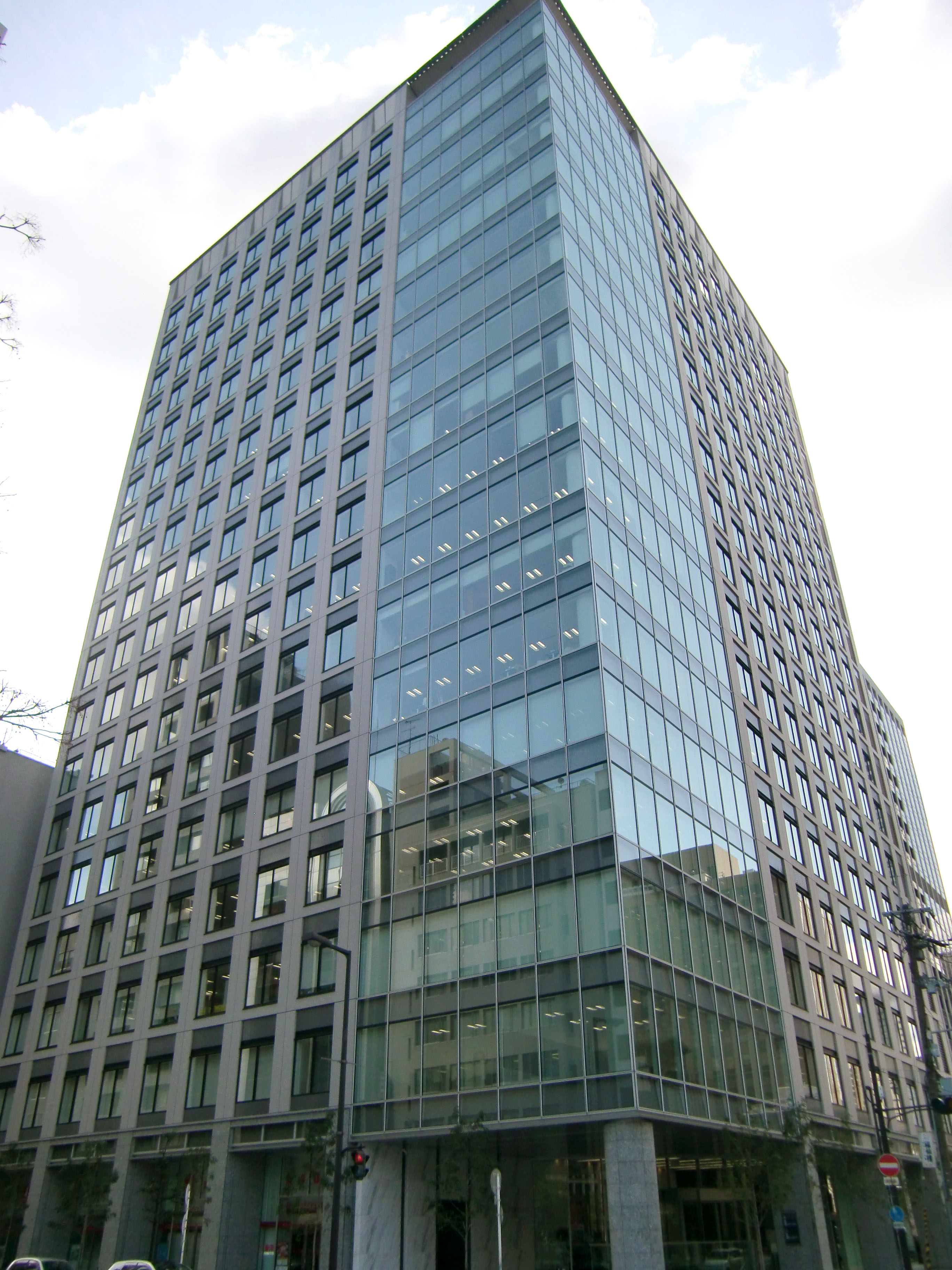
Firmenzentrale in Osaka

Shinkō Shōji K.K. (jap. 神鋼商事株式会社, Shinkō Shōji Kabushiki-gaisha, engl. Shinsho Corporation) ist eine japanische Handelsgesellschaft mit Sitz in Osaka und Tokio.

## Unternehmensprofil
Das Unternehmen wurde 1946 gegründet und ist eine Tochtergesellschaft des japanischen Stahlerzeugers und Maschinenherstellers Kobelco mit Sitz im benachbarten Kobe. Als Teil der branchenübergreifenden Finanzgruppe von Mitsubishi stellt es darüber hinaus einen der größten Außenhandelsakteure des Landes dar. Zu den Hauptgeschäftsfeldern zählt der Import und Export von Investitionsgütern aus dem Montanwesen.
In Japan unterhält das Unternehmen neben den zwei Hauptniederlassungen in Osaka und Tokio zwölf Zweigniederlassungen sowie weltweit fünf eigene Auslandsniederlassungen, jeweils in Peking, Dubai, Rangun, Sydney und Brisbane. Hinzu kommen derzeit 37 größtenteils im Ausland betriebene Tochtergesellschaften. Innerhalb der Europäischen Union wird das Unternehmen seit 2009 von seiner unmittelbaren Tochtergesellschaft Shinsho Europe GmbH mit Sitz in Düsseldorf vertreten.